# Tárkányi-patak
A Tárkányi-patak a Bükk-vidék csúcsrégiójának nyugati oldalán ered Heves vármegyében a Bükki Nemzeti Park területén. A patak Eger Felnémet elnevezésű városrészénél ömlik bele az Eger-patakba. A Tárkányi-patak legnagyobb forrásvize a Szikla-forrás Felsőtárkány külterületi részén. A patak része az Eger-patak vízgyűjtő területének, illetve az Eger–Laskó–Csincse-vízrendszernek.

## Lefolyása

### Vízrajzi adatai
Hossza 16,4 km. Vízgyűjtő területe 103,4 km2. Közepes vízhozama a torkolatnál 0,18 m3/s, a legkisebb 0,05 m3/s, a legnagyobb 35 m3/s.

## Mellékvizei
A patak mellékvizeit a Berva-patak (11,5 km; 16,9 km2), a Mész-patak (Mész-völgyi-patak, 9 km), a Mellér-völgy folyása (Bő-völgy; 8,5 km; 8,6 km2), a Vöröskő-patak (Egres-völgy; 8 km; 29,3 km2), a Löki-patak és az Oldal-völgy (Tárkányi-víz; 4,5 km; 6,6 km2) alkotják. Ezen patakok egy része csak csapadékosabb időben látható, ugyanis ezek úgy nevezett időszakos patakok.